# Sven Lindahl (ingenjör)

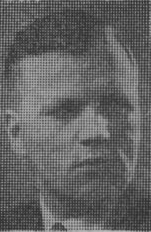
Sven Lindahl

Sven Johan Lindahl, född 5 juli 1903 i Malmö, död 26 februari 1953 i Falkenberg, var en svensk väg- och vattenbyggnadsingenjör och arkitekt.
Lindahl, som var son till grosshandlare Ernst Lindahl och Ulrika Carolina Nilsson, avlade studentexamen i Malmö 1922 och utexaminerades från Chalmers tekniska institut 1927. Han var vägkontrollant vid Bara härads vägstyrelse 1927–1928, anställd vid Malmö hamnförvaltning 1928–1931, hos Stockholms slussbyggnadskommitté 1931–1935, stadsingenjör i Falkenbergs stad 1935–1938, byggnadschef i AB Turitz & Co 1938–1941, i AB Ferd. Lundquist & Co i Göteborg 1941–1946 samt därefter stadsingenjör och stadsarkitekt i Falkenbergs stad. 
Lindahl var arkitekt för Hotell Strandbaden och folkrestaurang i Falkenberg samt för olika industribyggnader. Han var även inredningsarkitekt för hotell och restauranger i Sverige. Han vann första pris tillsammans med civilingenjör Erik Garberg i internationell hamnplantävling i Åbo 1930.